# Halové mistrovství Evropy v atletice 2009 – vrh koulí mužů
Vrh koulí mužů na halovém mistrovství Evropy v atletice 2009 se konalo v italském Turíně ve dnech 6. března až 8. března 2009; dějištěm soutěže byla hala Oval Lingotto. Ve finálovém běhu zvítězil reprezentant Polska Tomasz Majewski.
| Umístění         | Sportovec           | 1     | 2     | 3     | 4     | 5     | 6     | Výkon      |
| ---------------- | ------------------- | ----- | ----- | ----- | ----- | ----- | ----- | ---------- |
| Zlatá medaile    | Tomasz Majewski     | 20,05 | 20,76 | 20,06 | X     | 21,02 | X     | 21,02 m    |
| Stříbrná medaile | Yves Niaré          | 19,61 | 19,90 | 19,46 | X     | 19,79 | 20,42 | 20,42 m NR |
| Bronzová medaile | Ralf Bartels        | 18,97 | 19,90 | 20,39 | 19,95 | 19,77 | 20,27 | 20,39 m    |
| 4.               | Anton Ljuboslavskij | 19,08 | 19,57 | 20,14 | X     | 19,76 | 20,02 | 20,14 m    |
| 5.               | Lajos Kürthy        | 19,47 | 20,04 | 19,75 | 19,42 | 20,02 | 19,87 | 20,04 m PB |
| 6.               | Manuel Martínez     | 19,11 | X     | 19,11 | X     | 19,65 | X     | 19,65 m    |
| 7.               | Milan Haborák       | 19,18 | X     | X     | X     | X     | 19,51 | 19,51 m    |
| 8.               | Andrej Siniakou     | X     | 19,14 | X     | 18,73 | 19,25 | 18,74 | 19,25 m    |